# Parfait (dessert)
Pour les articles homonymes, voir Parfait.

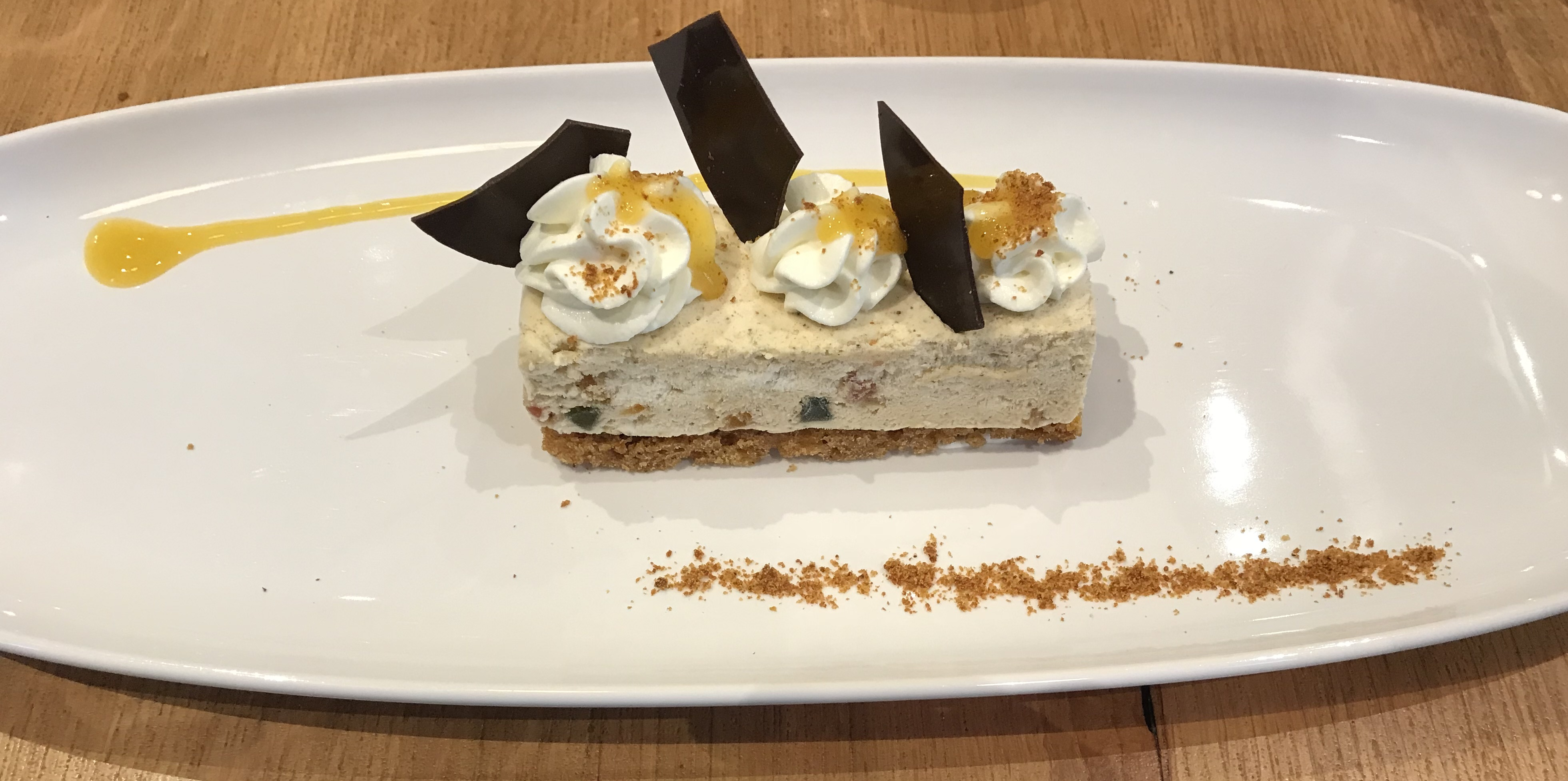
Un parfait.

Un parfait est un entremets glacé français sans cuisson, à base de crème fraîche, d'œufs, et d'un ingrédient servant à l'aromatiser. À l'origine, il était parfumé au café, aujourd'hui toutes sortes de parfums peuvent être utilisés.

## Historique
Selon le Larousse gastronomique de Prosper Montagné de 1938, le mot parfait a d'abord désigné un entremets glacé à base de crème au moka. On en attribue parfois la création à la maison Bourbonneux, à Paris, sous le Second Empire. Il était servi avec un couteau à parfait et présenté sur une serviette.
Dans une acception plus moderne, le mot parfait désigne « des glaces légères, préparées avec des appareils diversement parfumés ». L'appareil est généralement fait de pâte à bombe. Un alcool, une purée de fruits frais ou secs, de la vanille, peuvent par exemple l'aromatiser.

## Description
La base donnant le parfum est associée à l'appareil liant fait de crème et de jaune d'œuf. Les blancs d'œufs battus en neige sont ensuite incorporés pour alléger la texture. L'ensemble est enfin glacé.
Dans d'autres pays, notamment aux États-Unis, le parfait est le plus souvent un dessert composé de couches de crème glacée, fruits, granola et/ou mini pâtisseries, etc., couronné ou non de crème fouettée et servi dans un verre haut et étroit.